# الدوري الياباني لكرة القدم للسيدات 1994
الدوري الياباني لكرة القدم للسيدات 1994 (باليابانية: 第6回日本女子サッカーリーグ) هو موسم من الدوري الياباني لكرة القدم للسيدات. فاز فيه سبيرانزا إف سي تاكاتسوكي ‏.